# 沃爾夫艾蘭鎮區 (密蘇里州密西西比縣)
沃爾夫艾蘭鎮區（英語：Wolf Island Township）是位於美國密蘇里州密西西比縣的一個行政鎮區。

## 地方資料
沃爾夫艾蘭鎮區的面積為149.35平方千米，當中陸地面積為147.60平方千米，而水域面積為1.75平方千米。根據2020年美國人口普查的數據，當地共有人口25人，而人口密度為每平方千米0.17人。